# コシャン (バヤウト部)
コシャン（モンゴル語: Qošang、生没年不詳）は、モンゴル帝国に仕えた将軍の一人で、バヤウト部の出身。『元史』などの漢文史料における漢字表記は和尚。

## 概要
コシャンの祖父のカラチャル（哈剌察児）はチンギス・カンに部下を率いて投降し、以後の家系は代々モンゴル帝国に仕えるようになった。コシャンの父のクドス（忽都思）は体力に優れ、 1232年（壬辰）にはトルイの指揮下で三峰山の戦いに活躍し、この時の功績によってバアトル（勇士）の称号を与えられた。1235年（乙未）には管軍百戸の地位を授けられ、クチュを総司令とする南未遠征に従軍して唐州・鄧州・潁州・蔡州・襄陽府・郢州・復州・信陽軍・光州の諸城の攻略に功績を挙げた。1255年（乙卯）には鉄城寨の攻略に取り掛かったが、その中で陣没した。
クドスが亡くなると子のコシャンが跡を継ぎ、1259年（己未）にはクビライに従って鄂州包囲に加わった。1262年（中統3年）には李璮の乱鎮圧に加わり、1268年（至元5年）からはアジュの指揮下で襄陽包囲に加わった。襄陽が陥落すると、1274年（至元11年）よりバヤンを総司令とする南宋全面侵攻が始まり、コシャンは柳子・魯洑・新灘・沌口といった地で南宋軍を破った。1275年（至元12年）にはエリク・カヤの指揮下に入って岳州を攻略し、江陵に至った。江陵では南宋の守将をコシャン自らが説得し、モンゴルに投降させたという。更に1276年（至元13年）には長期間に渡る包囲戦の末潭州を攻略し、城民を虐殺しようとした諸将を説得してやめさせている。潭州に対する寛大な処分を聞いた湖南一帯は続々とモンゴル軍に下り、この功績を聞いたクビライによってコシャンは行省のジャルグチに任じられた。
広西一帯が平定されると、以上の功績により常徳路ダルガチに任じられた。この頃、南宋遠征軍の重鎮であるエリク・カヤが自らの功績を誇って横暴な振る舞いをとっていることが問題になっており、コシャンはこれを弾劾している。その後、江南浙西道提刑按察使に転任になったが、浙西地域は南宋の旧都の臨安があるため問題の多い地域とみなされていた。しかしコシャンの在職中は大きな問題が起こることもなく統治は定まり、この在職中に49歳でコシャンは亡くなった。死後、その地位は息子の千家奴が継承した。